# رستم علی‌اف
رستم علی‌اف (1373-1308 شمسی) متولد روستای مورول شهرستان شمکیر آذربایجان (40 کیلومتری غرب گنجه)، فیلسوف و از شرق‌شناسان شوروی و مصحح شاهنامه فردوسی است.او در 1333 ش. از دانشکدۀ خاورشناسی دانشگاه دولتی لنینگراد دانشنامۀ دکتری گرفت و دارای دکترای افتخاری از دانشگاه هاروارد بود و در 1349 ش. به رتبۀ پروفسوری رسید. با محمدحسین شهریار دوستی نزدیک داشته و شهریار اشعاری برای او سروده است.  
او در ویرایش شاهنامه مشهور به چاپ مسکو شرکت داشت و جلد پنجم آن تصحیح توسط او و با همکاری عبدالحسین نوشین انجام شد و. رستم علیف پس از این تصحیح و با همکاری محمد نوری عثمانوف به تصحیح انتقادی دیگری از شاهنامه فردوسی پرداخت که دو جلد اول آن (تا داستان رستم و سهراب) در سال ۱۳۵۰ توسط کتابخانه پهلوی در تهران منتشر شد.
علی‌اف همچنین مترجم خمسه نظامی و گلستان سعدی به زبان روسی بوده‌است.